# Ferrari Trattori
Ne doit pas être confondu avec Ferrari-Agri.
 (décembre 2017).
Si vous disposez d'ouvrages ou d'articles de référence ou si vous connaissez des sites web de qualité traitant du thème abordé ici, merci de compléter l'article en donnant les références utiles à sa vérifiabilité et en les liant à la section « Notes et références ».
La société Ferrari Trattori, qui n'a aucun lien avec le célèbre constructeur de voitures sportives, est un petit constructeur de tracteurs agricoles spécialisé dans les modèles de petite taille.

## Histoire
En 1927, le jeune Bruno Ferrari ouvre un petit atelier de mécanique dans la ville de Reggio d'Émilie, au numéro 16 de via Fabio Filzi. Au début, il traite tous les types de moteurs, mais assez rapidement, il porte son attention plus particulièrement sur le monde agricole avec les premiers tracteurs et équipements mécanisés des grands fermiers de la plaine du Pô. 
Au lendemain de la Seconde Guerre mondiale, la demande de réparations et de transformation de matériels de récupération lui permet d'agrandir son atelier.
Il devient rapidement un artisan réputé pour ses transformations et restaurations de matériels ancien dans lesquels il installe des moteurs neufs ou de seconde main.
Avec le développement économique et la croissance stimulée par le miracle économique des années 1960, il décide de créer ses propres modèles de tracteurs. C'est ainsi qu'il invente le premier tracteur agricole hybride[C'est-à-dire ?], au style peu agréable à regarder[Interprétation personnelle ?], mais agréable à utiliser. Il lancera plusieurs modèles très classiques, mais toujours avec une motorisation Lombardini), un fabricant de moteurs essence et diesel de petite cylindrée, fiables et dont l'usine est très proche de son atelier.
Bruno Ferrari ne se limitera pas aux tracteurs de petite taille. Il a à son actif des modèles fort respectables en taille et puissance, mais qui n'ont pas connu le même succès que les petits modèles qui ont fait sa réputation. 
Les moteurs Lombardini diesel présentaient l'avantage d'être refroidis par air avec des puissances à partir de 10 chevaux. Une autre gamme de moteurs refroidis par eau débutait à 20 ch.
Bruno Ferrari continuera à fabriquer des petites séries de tracteurs de manière quasiment artisanale jusqu'à la fin des années 1960.